# اصل برائت
اصل برائت یا فرض برائت یا اصالة البرائة بر اساس ماده ۱۱ اعلامیه جهانی حقوق بشر بیان می‌دارد: «"هر شخصی" که متهم به ارتکاب یک جرم کیفری می‌شود حق دارد که بی‌گناه فرض شود مگر این‌که تقصیرش، مطابق قانون در یک دادگاه علنی که در آن تمامی تضمین‌های لازم برای دفاع پیش‌بینی‌شده باشد، ثابت شود.»
اصل برائت یکی از اصول حقوقی است که به حفاظت از اطلاعات شخصی و محرمانه افراد می‌پردازد. این اصل به معنای این است که هر فردی حق دارد که اطلاعات شخصی خود و امور محرمانه‌ای که به او مربوط هستند، محافظت شود و بدون موافقت او، این اطلاعات به دیگران فاش نشود.
تأکید بر اصل برائت به معنای احترام به حقوق خصوصی افراد است. در این راستا، مواردی نظیر حفظ حریم خصوصی، ممانعت از نفوذ غیرمجاز، محافظت در مقابل استفاده‌های نادرست یا سوءاستفاده از اطلاعات شخصی به عنوان یکی از جوانب اهمیت اصل برائت ذکر می‌شوند.
بسیاری از قوانین حقوقی و مقررات حاکم بر حفاظت از اطلاعات شخصی، از جمله قوانین حفاظت از حریم خصوصی اطلاعات در اکثر کشورها، با هدف اجرای اصل برائت و حفاظت از حقوق شخصی افراد به وجود آمده‌اند. این قوانین اغلب مقرراتی را تعیین می‌کنند که سازمان‌ها و افراد باید به آنها پایبند باشند تا اطلاعات شخصی افراد مورد حفاظت قرار گیرد.
به عنوان مثال، در اتحادیه اروپا، اصل برائت به طور خاص در محیط دیجیتال تحت تأثیر قرار گرفته و با تصویب "تعمیم حقوق شهروندی دیجیتال" و معروف به "تنظیم کلیات حمایت از داده‌ها" (GDPR)، حقوق حفاظت اطلاعات شخصی به‌طور جدی تقویت شده است.

## در اصول فقه
اصل برائت از دیدگاه دانشمندان اصول فقه دو قسم است:

### برائت عقلی
برائت عقلی، عبارت است از این‌که به حکم عقل؛ مکلّف در مقام عمل هیچ وظیفه‌ای در قبال انجام تکلیف مشکوک، بعد از تحقیق و دست نیافتن به دلیل، ندارد و این برائت بر اساس قاعده عقلی قبح عقاب بلا بیان می‌باشد؛ زیرا به حکم عقل کیفر کردن کسی که بیان و دلیلی به وی در مورد تکلیفی نرسیده باشد، زشت و ناپسند است، پس مکلف مؤاخذه و عقاب نمی‌شود. ۵۹و

### برائت شرعی
برائت شرعی؛ یعنی در هر مورد مشکوکی که مکلف اصل حکم واقعی را نداند، شارع مقدّس با قرار دادن حکم ظاهری، تکلیف را از دوش مکلف بر می‌دارد. دانشمندان اصول فقه، برای اثبات برائت شرعی به روایاتی تمسک نموده‌اند. صدر، و

## در حقوق کیفری
به این اصل گفته می‌شود که فرد بی‌گناه است مگر آن که جرمش اثبات شود. این اصل یکی از حقوق متهمان در دادگاه‌هاست و بسیاری از کشورها آن را به رسمیت می‌شناسند؛ بنابراین اثبات جرم بر عهده روند بازرسی حقوقی و قضایی (شاکی یا دادستان) است که باید شواهد کافی برای اثبات جرم فراهم آورد و در صورت عدم اثبات جرم، متهمان بری هستند و تبرئه می‌شوند.
قانون اساسی جمهوری اسلامی ایران اصل برائت را مورد شناسائی قرار داده است.
اصل، برائت است و هیچ‌ کس از نظر قانون مجرم (بزهکار) شناخته نمی‌شود، مگر این که جرم او در دادگاه صالح ثابت گردد.